# Liste der Monuments historiques in Dampierre-en-Yvelines
Die Liste der Monuments historiques in Dampierre-en-Yvelines führt die Monuments historiques in der französischen Gemeinde Dampierre-en-Yvelines auf.

## Liste der Bauwerke
| Bezeichnung | Beschreibung | Standort | Kennzeichnung | Schutzstatus | Datum | Bild           |
| ----------- | ------------ | -------- | ------------- | ------------ | ----- | -------------- |
| Schloss     |              | (Lage)   | PA00087420    | Inscrit      | 1928  | weitere Bilder |

## Liste der Objekte
- Monuments historiques (Objekte) in Dampierre-en-Yvelines in der Base Palissy des französischen Kultusministeriums